# 67P/Churyumov-Gerasimenko
67P/Churyumov-Gerasimenko o Cometa Churyumov-Gerasimenko è una cometa periodica del nostro Sistema solare, dal periodo orbitale di 6,45 anni terrestri. Appartiene alla famiglia delle comete gioviane. È stata raggiunta nell'agosto del 2014 dalla sonda Rosetta, dell'Agenzia Spaziale Europea. La sonda, il 12 novembre del 2014, ha sganciato il lander Philae, che ha raggiunto la superficie della cometa e l'ha potuta studiare dopo aver rimediato a un guasto successivo all'atterraggio. Inoltre, la sonda ha seguito la cometa nel suo viaggio verso il perielio, studiando i processi che conducono alla formazione ed evoluzione della coda e della chioma della stessa. Intanto si è fatta una stima della sua massa: sembra sia di circa dieci miliardi di tonnellate. La missione è finita il 30 settembre 2016, quando la sonda Rosetta ha impattato sul suolo della cometa nelle vicinanze di una fossa chiamata Deir el-Medina.

## Scoperta
La Churyumov-Gerasimenko è stata scoperta da Klym Ivanovyč Čurjumov (del quale il Minor Planet Center ha adottato la translitterazione anglosassone Churyumov per denominare la cometa) grazie all'analisi di una fotografia scattata l'11 settembre 1969 presso l'osservatorio di Almaty da Svetlana Ivanovna Gerasimenko, che stava studiando la cometa 32P/Comas Solá. Čurjumov ritenne dapprima che si trattasse della stessa cometa Comas Solá, salvo poi analizzare ulteriormente le immagini in data 22 ottobre e riconoscere una distanza di 1,8 gradi fra la posizione prevista della cometa e quella del corpo celeste effettivamente presente in fotografia. Successivi studi permisero di individuare la stessa Comas Solá nella posizione prevista; questo dimostrò che la cometa immortalata nell'immagine era in realtà un altro corpo, sino a quel momento sconosciuto.

## Galleria d'immagini
In preparazione della missione Rosetta, il 12 marzo 2003, il Telescopio spaziale Hubble è stato rivolto verso la cometa. Grazie alle immagini ricevute è stato possibile ricostruirne un modello tridimensionale del nucleo.
Tra marzo e maggio del 2014, la sonda Rosetta nel suo avvicinamento ha ripreso il formarsi della chioma, quando la cometa passava da 640 a 610 milioni di chilometri di distanza dal Sole. Il nucleo cometario, stimato dalla osservazione di Rosetta da una distanza di circa 1,5 milioni di chilometri, è di circa 4 km.
Grazie alle osservazioni della sonda Rosetta condotte nell'estate 2014, è stato possibile identificare la cometa come composta di due lobi, uno maggiore di dimensioni circa 4,1 × 3,2 × 1,3 km ed uno minore di dimensioni circa 2,5 × 2,5 × 1,0 km, congiunti da una specie di collo. Il che fa sospettare che possa essere una cometa binaria a contatto.

## Evoluzione dell'orbita
Tipicamente, una cometa che raggiunga una particolare vicinanza con i giganti gassosi Giove o Saturno è destinata a subire una notevole variazione dell'orbita; è il caso della Churyumov-Gerasimenko, il cui perielio, pari a 4,0 au nel 1840, si è ridotto a 3,0 e quindi a 1,28 UA a causa di due successivi incontri con Giove, il secondo dei quali avvenuto nel 1959.

## Missioni sulla cometa
Nel 2014, l'Agenzia Spaziale Europea ha fatto atterrare, dopo 10 anni di volo per raggiungere la cometa, il lander Philae trasportato dalla sonda Rosetta. L'obiettivo principale della missione Rosetta era lo studio della cometa 67P/Churyumov–Gerasimenko; inizialmente avrebbe dovuto prelevare dei campioni e riportarli a terra (il nome iniziale della missione era Comet Nucleus Sample Return), ma in seguito, come spesso accade nelle missioni spaziali per problemi di costi, tempi e tecnologia, lo scopo finale della missione è stato così modificato: orbitare intorno alla cometa da agosto 2014 a dicembre 2015, espellendo a novembre 2014 una sonda secondaria destinata ad atterrare sulla cometa per analizzarne la composizione.
Il 12 novembre 2014, il lander Philae è stato lanciato verso il nucleo della cometa ed è atterrato alle 17:03 UTC+1, dopo circa 7 ore di volo tra la sonda madre e la cometa.
Nel 2017 era stata scelta come obbiettivo della missione CONDOR della NASA, missione proposta come quarta missione del programma New Frontiers, tuttavia non venne selezionata.